# Berylmys bowersi
Berylmys bowersi  (Anderson, 1879) è un roditore della famiglia dei Muridi diffuso in India, Cina, Indocina e Indonesia.

## Descrizione

### Dimensioni
Roditore di grandi dimensioni, con lunghezza della testa e del corpo tra 210 e 285 mm, la lunghezza della coda tra 240 e 310 mm, la lunghezza del piede tra 49 e 57 mm, la lunghezza delle orecchie tra 26 e 32 mm e un peso fino a 550 g.

### Aspetto
La pelliccia è fine, ruvida e rigida, ma priva di peli spinosi. Il colore delle parti superiori è grigio-brunastro opaco, le parti ventrali sono bianche. Le orecchie sono grandi e prive di peli. Il dorso delle zampe è marrone scuro, mentre i lati dei piedi e le dita sono bianchi. La coda è più lunga della testa e del corpo, cosparsa di pochi peli bruni, uniformemente marrone scuro con l'estremità bianca. Sono presenti circa 6 anelli di scaglie per centimetro. Le femmine hanno un paio di mammelle pettorali, un paio post-ascellari e due paia inguinali. Il numero cromosomico è 2n=40 FN=64.

## Biologia

### Comportamento
È una specie terricola. Costruisce tane e cunicoli in campi coltivati, foreste e boscaglie.

### Alimentazione
Si nutre di parti vegetali, inclusa la frutta, e più raramente insetti e lumache.

### Riproduzione
Le femmine danno alla luce 2-5 piccoli alla volta. L'aspettativa di vita allo stato selvatico è di circa 6 mesi, mentre in cattività raggiunge i 3 anni.

## Distribuzione e habitat
Questa specie è diffusa in India, Cina, Indocina e Sumatra.
Vive in diversi tipi di habitat, dalle foreste montane sub-tropicali e temperate, alle boscaglie e alle coltivazioni tra 600 e 1.800 metri di altitudine.

## Tassonomia
Sono state riconosciute 3 sottospecie:
- B.b.bowersi: Province cinesi dello Yunnan, Sichuan, Zhejiang e Fujian; Stati indiani dell'Arunachal Pradesh, Assam, Manipur; Myanmar centrale, Laos settentrionale, Vietnam;
- B.b.ferreocanus (Miller, 1900): Thailandia peninsulare, Penisola malese, Sumatra nord-occidentale;
- B.b.lactiventer (Kloss, 1919): Thailandia settentrionale;

## Conservazione
La IUCN Red List, considerato il vasto areale, la presenza in diverse aree protette e la popolazione localmente abbondante, classifica M. bowersi come specie a rischio minimo (Least Concern).